# Pirål
Pirål (Myxine glutinosa), i Bohuslän även pilål, är ett fiskliknande djur tillhörande klassen rundmunnar. Pirålarna hör till överklassen käklösa fiskar (Agnatha).

## Utseende
Pirålen är maskformig och saknar fjäll och käkar. Kännetecknande för arten är också ett stort antal slemkörtlar längs bukens sidor som utsöndrar stora mängder genomskinligt slem. Slemmet bildar efterhand vita trådmassor. Runt munnen finns fyra skäggtrådar. En gälöppning sitter på vardera sidan om huvudet. Pirålen är blind, eftersom ögonen är övervuxna med hud. I munhålan finns spetsiga tänder av hornämne. Tarmkanalen är nästan rak och saknar spiralklaff.
Pirålen blir oftast 45 till 60 cm lång men enstaka individer kan vara 78 cm långa. Vuxna exemplar är rödbruna till gråa.

## Utbredning
Den förekommer i Atlanten från södra Grönland till nordöstra USA samt från Norge över Storbritannien till nordöstra Afrika. Arten hittas även i Barents hav och i Nordsjön österut till Skagerrak och Kattegatt ner till Kullen, sällsynt i Öresund. En population förekommer i västra Medelhavet österut till södra Italien. Den uppehåller sig på dyiga bottnar mellan 20 och 1 000 meters djup, vanligen 100 till 300 meter.

## Ekologi
Pirålen är hermafroditisk under sin levnad. Pirålen är vid könsmognad hane, övergår efterhand till att bli tvåkönad och slutligen uteslutande av honkön.
Arten gräver i havets botten och gömmer sig så att endast skäggtömmarna är synliga. Födan utgörs av kräftdjur, andra små havsdjur och döda benfiskar. Honor lägger 20 till 30 ägg per tillfälle.

## Pirålen och människor
Pirålen saknar i Europa ekonomisk betydelse. I USA påbörjades under 1980-talet fångst på arten för den asiatiska marknaden. Där säljs läder från pirålar som "ålskin".
Fisk som blivit kvar i vattnet efter att den fångats kan ibland utsättas för pirålsangrepp så att den blir oanvändbar. Arten, som anses vara omkring 500 miljoner år gammal, är evolutionsbiologiskt intressant och har använts i medicinsk forskning för diabetes och cancer.